# Pogrom w Safedzie (1517)
Pogrom w Safedzie – pogrom ludności żydowskiej do którego doszło w 1517 roku w mieście Safed w okresie podboju Palestyny przez Imperium Osmańskie. Masakry dopuścili się Arabowie.

## Tło historyczne
W latach 1512–1520 sułtanem Imperium Osmańskiego był Selim I Groźny. Był on jednym z głównych budowniczych potęgi i prestiżu państwa osmańskiego i jego pozycji w świecie islamu. Podboje sułtana na długo ukształtowały mapę polityczną Bliskiego Wschodu. W 1516 roku rozpoczął wojnę z Mamelukami, pokonując ich wojska pod Mardż Dabik (24 VIII 1516 r.) koło Aleppo i pod Ar-Rajdanijją (22 I 1517 r.), dzięki czemu przyłączył do swojego imperium Syrię, Palestynę, Jordanię, Egipt i Al-Hidżaz. Zawładnął w ten sposób Mekką i Medyną, a także świętym miastem Jerozolimą i dawnymi stolicami kalifatów: Damaszkiem (niegdyś stolica Umajjadów) i Kairem (przed wiekami siedziba Fatymidów).
W przeciwieństwie do Arabów, Turcy osmańscy tolerowali Żydów, którzy cieszyli się w ich imperium bardziej uprzywilejowaną pozycją niż chrześcijanie. Budziło to wrogość mameluków do Żydów.

## Przebieg
W 1517 roku do Palestyny dotarła fałszywa pogłoska o pokonaniu sułtana Selima I przez Mameluków w Egipcie. Pogłoskę tę wykorzystali lokalni szejkowie mameluccy w Palestynie, którzy podburzyli chłopstwo i mieszczan w Safedzie przeciwko Żydom. Dążyli oni w ten sposób do umocnienia swojej pozycji, i zagrabienia żydowskiego mienia jeszcze przed utwierdzeniem władzy osmańskiej w Galilei. Pogrom rozpoczęli wycofujący się rozproszeni żołnierze mameluccy, którzy oskarżali Żydów o zdradę i sprzyjanie Turkom osmańskim. Dołączyli do nich Arabowie z sąsiednich wiosek. W pierwszej kolejności zaatakowano osmańskiego gubernatora miasta i jego funkcjonariuszy, a następnie pogrom objął dzielnicę żydowską Safedu. Zabitych i rannych zostało wielu Żydów, jednak nigdy nie zrobiono szczegółowego raportu. Ocaleni zostali zmuszeni do ucieczki z miasta, a ich majątek został zrabowany. Zamieszki stłumiły przybyłe do miasta posiłki osmańskie.

## Konsekwencje
Społeczność żydowska w Safedzie otrzymała pomoc z Damaszku i Aleppo, ale przede wszystkim uzyskała wsparcie władz osmańskich, które wynagrodziły im cierpienia poniesione w imię lojalności wobec nowych władz. W rezultacie Safed stał się najważniejszym miastem żydowskim, a XVI wiek przeszedł do historii jako „złoty wiek” miasta.